# Anna Gabric
Anna Gabric (* 20. Mai 1998 in Kirchheim unter Teck) ist eine deutsche Tennisspielerin.

## Karriere
Gabric begann mit sechs Jahren mit dem Tennisspielen und spielt bislang vor allem Turniere der ITF Women’s World Tennis Tour, wo sie bislang zwei Titel im Einzel und drei im Doppel gewinnen konnte.
Ihr erstes Profiturnier spielte Gabric im April 2014 in Antalya. Ein Jahr später erreichte sie an gleicher Stelle sowohl im Einzel als auch im Doppel das Viertelfinale. 2017 gelang ihr der Einzug ins Halbfinale der mit 25.000 US-Dollar dotierten Internationalen Württembergischen Damen-Tennis-Meisterschaften um den Stuttgarter Stadtpokal 2017 mit ihrer Partnerin Carmen Schultheiss, das sie gegen ihre Landsfrauen Laura Schaeder und Anna Zaja mit 3:6 und 4:6 verloren. Im Einzel erhielt sie eine Wildcard und besiegte in der ersten Runde die Qualifikantin Federica Arcidiacono, verlor aber dann im Achtelfinale gegen Eri Hozumi knapp in drei Sätzen mit 2:6, 6:2 und 6:77. Bei den Schönbusch Open 2017 in Aschaffenburg erreichte sie ebenfalls wie auch beim BMW AHG Cup 2017 in Horb am Neckar das Achtelfinale im Einzel. Bei den mit 60.000 US-Dollar dotierten boso Ladies Open Hechingen 2017 gelangte Gabric nach Siegen über Renata Zarazúa und Walentina Iwachnenko bis ins Viertelfinale, wo sie der späteren Finalistin Deborah Chiesa mit 1:6 und 2:6 unterlag.
Ihr erstes Turnier der WTA Tour bestritt Gabric beim mit 750.000 US-Dollar dotierten Porsche Tennis Grand Prix 2018, wo sie für die Qualifikation eine Wildcard erhielt und gegen Fanny Stollár in der ersten Qualifikationsrunde mit 7:5 und 7:64 gewann.
Bei den Nationalen Deutschen Hallen-Tennismeisterschaften 2016 erreichte sie mit zwei Siegen das Viertelfinale, wo sie der späteren Titelträgerin Carina Witthöft mit 5:7 und 1:6 unterlag.
Gabric war 2012 deutsche U14-Meisterin und Deutsche U18-Hallenmeisterin des Jahres 2016.
Sie spielte 2016 und 2017 in der 1. Tennis-Bundesliga der Damen für den TEC Waldau, wo sie von ihren acht Einzeln und sieben Doppeln vier Einzel und zwei Doppel gewinnen konnte.
2018 wurde Gabric ebenso wie Jule Niemeier in das Porsche Talentteam Deutschland der Deutschen Fed-Cup-Mannschaft aufgenommen.

## Turniersiege

### Einzel
| Nr. | Datum            | Turnier    | Kategorie | Belag | Finalgegnerin   | Ergebnis              |
| --- | ---------------- | ---------- | --------- | ----- | --------------- | --------------------- |
| 1.  | 6. Juni 2021     | Banja Luka | ITF W15   | Sand  | Romana Čisovská | 4:6, 6:3, 4:1 Aufgabe |
| 2.  | 7. November 2021 | Iraklio    | ITF W15   | Sand  | Giorgia Pinto   | 6:1, 6:1              |

### Doppel
| Nr. | Datum            | Turnier       | Kategorie   | Belag             | Partnerin                | Finalgegnerinnen                        | Ergebnis         |
| --- | ---------------- | ------------- | ----------- | ----------------- | ------------------------ | --------------------------------------- | ---------------- |
| 1.  | 23. Juni 2018    | Kaltenkirchen | ITF $15.000 | Sand              | Katharina Gerlach        | Vlada Ekshibarova Swjatlana Piraschenka | 6:2, 5:7, [10:8] |
| 2.  | 6. November 2021 | Iraklio       | ITF $15.000 | Sand              | Arina Gabriela Vasilescu | Laura Svatíková Draginja Vuković        | 6:2, 6:1         |
| 3.  | 29. Januar 2022  | Loughborough  | ITF $25.000 | Hartplatz (Halle) | Arina Gabriela Vasilescu | Emily Appleton Ali Collins              | 6:4, 7:5         |

## Persönliches
Anna ist die Tochter von Zoran und Stascha Gabric.